# Хатакадзе (1924)
Хатакадзе (Hatakaze, яп. 旗風) – ескадрений міноносець Імперського флоту Японії, який взяв участь у Другій Світовій війні. 
Корабель, який став п’ятим (за датою закладання) серед есмінців типу «Камікадзе», спорудили у 1924 році на верфі ВМФ у Майдзуру.  
На момент вступу Японії до Другої світової війни Хатакадзе належав до 5-ї дивізії ескадрених міноносців, яка 29 листопада 1941-го прибула з Японії до Мако (важлива база ВМФ на Пескадорських островах у південній частині Тайванської протоки). 7 грудня Хатакадзе разом зі ще 5 есмінцями та легким крейсером вийшли для супроводу конвою з десантом до Апаррі на північному узбережжі острова Лусон (перед доставкою головних сил до затоки Лінгайєн японці висадили на Філіппінах цілий ряд допоміжних десантів). Висадка на не зайняте ворожими силами узбережжя успішно відбулась вранці 10 грудня.
Починаючи з 18 грудня 1941-го Хатакадзе супроводжував сили вторгнення до затоки Лінгайєн, висадка у якій висадка відбулась в ніч на 22 грудня.
З  грудня 1941-го Хатакадзе разом з іншими численними есмінцями ескортував Третій малайський конвой, який мав доправити з Формози чергову партію японських військ на півострів Малакка (вторгнення сюди почалось ще 8 грудня, у день нападу на Перл-Гарбор – тільки по інший бік лінії зміни дат). 8 січня 1942-го основна частина транспортів прибула до Сінгори (наразі Сонгкхла) в одній з найпівденніших провінцій Сіаму поблизу кордону з британською Малаєю. 10 січня Хатакадзе виходив для порятунку людей з судна «Акіта-Мару», що прямувало з Бангкоку до Сінгори та було торпедоване підводним човном. Надалі есмінець повернувся на Формозу.
На початку лютого 1942-го розпочався рух конвої в межах підготовки десанту на головний острів Нідерландської Ост-Індії – Яву. 3–8 лютого Хатакадзе та ще один есмінець супроводили з Такао (наразі Гаосюн до Тайвані) до Камрані другу групу транспортів із 17 суден. 18 лютого з Камрані вийшли 56 транспортів, при цьому первісно їх безпосередній ескорт складався із легкого крейсера та 10 есмінців (в тому числі Хатакадзе), а 21 лютого в районі островів Анамбас до них приєднались ще один легкий крейсер та 5 есмінців. На підході до Яви конвой розділився на три основні загони, які рушили до визначених їм пунктів висадки. Хатакадзе разом зі ще 5 іншими есмінцями та легким крейсером прикривали операцію у затоці Бантам (дещо менше ніж за сотню кілометрів на захід від Батавії). Висадка відбулась в ніч на 1 березня, при цьому в якийсь момент поблизу з’явились два ворожі крейсери, які намагались вирватись у Індійський океан після поразки в битві у Яванському морі, що призвело до зіткнення, відомого як бій у Зондській протоці. 
10–13 березня 1942-го Хатакадзе супроводив конвой з Яви до Сінгапура. 19 березня він разом зі ще 3 есмінцями вирушив з Сінгапуру у складі охорони Першого Бірманського конвою, який перевозив підкріплення для японських сил, що вели наступ у Бірмі. В якийсь момент до конвою приєднався есмінець «Харукадзе», тоді як «Хатакадзе» припинив ескортування. 1 квітня 1942-го з Сінгапуру рушив Другий Бірманський конвой, охорону якого первісно забезпечували Хатакадзе та ще один есмінець. 4 квітня в районі Пенангу (важлива база на заході півострова Малакка) його зустріли 3 інші есмінці, які перебрали на себе ескортування.
6–15 травня 1942-го Хатакадзе супроводив з Сінгапуру до японського порту Йокосука флотське судно-рефрижератор «Ірако», після чого пройшов доковий ремонт. По завершенні останнього Хатакадзе з червня по вересень займався патрульно-ескортною службою в районі Токійської затоки.
7 серпня 1942-го союзники висадились на сході Соломонових островів, що започаткувало шестимісячну битву за Гуадалканал та змусило японське командування перекидати сюди підкріплення. Зокрема, 25 вересня – 1 жовтня Хатакадзе охороняв ескортний авіаносець «Унйо» під час його переходу з Куре на атол Трук у центральній частині Каролінських островів (тут ще до війни створили потужну базу японського ВМФ, з якої до лютого 1944-го провадились операції у цілому ряді архіпелагів). Одразу після прибуття на Трук есмінець рушив далі на південь, забезпечуючи перехід конвою до Рабаула (головна передова база японців у архіпелазі Бісмарку, з якої провадились операції на Соломонових островах та сході Нової Гвінеї).
24 листопада 1942-го Хатакадзе повернувся до Токійської затоки та знову розпочав тут патрульно-ескортну службу, при цьому 2 березня 1943-го під час перебування у Йокосуці корабель отримав значні пошкодження через пожежу у кормовій частині.
З другої половини вересня 1943-го Хатакадзе почали залучати до дій за межами Японського архупелага. Зокрема, відомо, що 23 – 29 жовтня 1943-го він супроводжував конвой з Палау (транспортний хаб на заході Каролінських островів) до Рабаула. Певний час есмінець ніс патрульно-ескортну службу на островах Огасавара, а в кінці березня 1944-го брав участь у проведенні з Токіо до Сайпану (Маріанські острова) конвою «Хігаші-Мацу №3» (складова великої транспортної операції, що мала за мету підсилення гарнізонів на заході Мікронезії). Серед інших виконаних у 1944 році завдань Хаткадзе можливо назвати ескортування конвоїв №3515 (Татеяма – Сайпан, 17 – 25 травня), № 4530 (Сайпан – Йокосука, 31 травня – 8 червня), №3729 (Татеяма – Тітідзіма, 29 липня – 1 серпня). 4 серпня при зворотньому переході від Тітідзіми (острови Огасавара) х конвоєм №4804 Хатакадзе отримав незначні пошкодження від близьких розривів та обстрілу під час атаки літаків з американського авіаносного угруповання.
31 грудня 1944-го Хатакадзе та ще 4 есмінці розпочали супровід легкого авіаносця «Рюхо» і спеціального танкерного конвою HI-87 з японського порту Моджі до Формози (кінцевим пунктом призначення танкерів був Сінгапур). 7 січня 1945-го HI-87 прибув до Такао, звідки рушив далі 10 числа. Хатакадзе залишився у Такао і 15 січня був потоплений тут американською авіацією.